# Thí nghiệm giọt dầu Millikan
Thí nghiệm giọt dầu Millikan, thực hiện bởi nhà vật lý người Mỹ Robert Millikan khoảng năm 1909, được cho là một trong những thí nghiệm đầu tiên đo được điện tích của electron. Thí nghiệm này cùng với các cống hiến của Millikan trong nghiên cứu hiệu ứng quang điện đã mang lại một giải thưởng Nobel vật lý cho ông vào năm 1923.

## Lịch sử
Năm 1897, nhà vật lý người Anh J. J. Thomson đã phát hiện ra một loại hạt tích điện, gọi là điện tử. Vào lúc đó nhiều tính chất của điện tử chưa được biết đến, bao gồm điện tích của nó.
Năm 1909, Robert Millikan thực hiện thí nghiệm để đo điện tích điện tử. Millikan đã phun các giọt dầu vào một hộp trong suốt. Đáy và đỉnh hộp làm bằng kim loại được nối với nguồn điện một chiều với một đầu là âm (-) và một đầu là dương (+).
Millikan quan sát từng giọt rơi một và cho áp dụng hiệu điện thế lớn giữa hai tấm kim loại rồi ghi chú lại tất cả những hiệu ứng. Ban đầu, giọt dầu không tích điện, nên nó rơi dưới tác dụng của trọng lực và dừng ở một vận tốc nhất định. Tuy nhiên sau đó, Millikan đã dùng một chùm tia Röntgen để ion hóa giọt dầu này, cấp cho nó một điện tích. Vì thế, giọt dầu này đã rơi nhanh hơn, vì ngoài trọng lực, nó còn chịu tác dụng của điện trường. Dựa vào khoảng thời gian chênh lệch khi hai giọt dầu rơi hết cùng một đoạn đường, Millikan đã tính ra điện tích của các hạt tích điện. Xem xét kết quả đo được, ông nhận thấy điện tích của các hạt luôn là số nguyên lần một điện tích nhỏ nhất, được cho là tương ứng với 1 electron, e = 1,63 × 10−19 coulomb.
Năm 1917, Millikan lặp lại thí nghiệm trên với thay đổi nhỏ trong phương pháp, và đã tìm ra giá trị điện tích chính xác hơn là e = 1,59 × 10−19 coulomb. Những đo đạc hiện nay dựa trên nguyên lý của Millikan cho kết quả là e = 1,602 × 10−19 coulomb.